# Variables aleatòries independents i idènticament distribuïdes
En la teoria de la probabilitat i l'estadística, una col·lecció de variables aleatòries és independent i distribuïda de manera idèntica si cada variable aleatòria té la mateixa distribució de probabilitat que les altres i totes són mútuament independents. Aquesta propietat s'abreuja normalment com iid, iid o IID. L'IID es va definir per primera vegada a les estadístiques i troba aplicació en diferents camps, com ara la mineria de dades i el processament de senyals.
En les estadístiques, habitualment tractem amb mostres aleatòries. Una mostra aleatòria es pot considerar com un conjunt d'objectes que s'escullen aleatòriament. O, més formalment, és "una seqüència de punts de dades aleatòries independents i distribuïts de manera idèntica (IID)".
En altres paraules, els termes mostra aleatòria i IID són bàsicament el mateix. A les estadístiques, normalment diem "mostra aleatòria", però amb probabilitat és més comú dir "IID".
- Distribuït idènticament significa que no hi ha tendències generals: la distribució no fluctua i tots els elements de la mostra es prenen de la mateixa distribució de probabilitat.
- Independent significa que els elements de mostra són tots esdeveniments independents. En altres paraules, no estan connectats entre ells de cap manera. En altres paraules, el coneixement del valor d'una variable no dona informació sobre el valor de l'altra i viceversa.

Sovint s'utilitzen variables aleatòries independents i distribuïdes de manera idèntica com a suposició, que tendeix a simplificar les matemàtiques subjacents. En aplicacions pràctiques del modelatge estadístic, però, la hipòtesi pot ser o no realista.
El supòsit iid també s'utilitza en el teorema central del límit, que estableix que la distribució de probabilitat de la suma (o mitjana) de variables iid amb variància finita s'acosta a una distribució normal.
Sovint, el supòsit iid sorgeix en el context de seqüències de variables aleatòries. Aleshores, "independent i distribuït de manera idèntica" implica que un element de la seqüència és independent de les variables aleatòries que el van precedir. D'aquesta manera, una seqüència iid és diferent d'una seqüència de Markov, on la distribució de probabilitat per a l' enèsima variable aleatòria és una funció de la variable aleatòria anterior de la seqüència (per a una seqüència de Markov de primer ordre). Una seqüència iid no implica que les probabilitats per a tots els elements de l'espai mostral o l'espai d'esdeveniments hagin de ser iguals. Per exemple, els llançaments repetits de daus carregats produiran una seqüència que és iid, malgrat que els resultats estiguin esbiaixats.